# Jure Leben
Jure Leben (ur. 22 kwietnia 1981 w Lublanie) – słoweński urzędnik państwowy i specjalista ochrony środowiska, w latach 2018–2019 minister środowiska i zagospodarowania przestrzennego.

## Życiorys
W młodości uprawiał koszykówkę. Studiował w Stanach Zjednoczonych, gdzie uzyskał dyplom BSc z ochrony i ewaluacji środowiska. Kształcił się następnie na studiach specjalistycznych na Oxford Brookes University, a w 2018 uzyskał magisterium z filozofii na Uniwersytecie Hertfordshire. Zatrudniony w instytucie TRL w Londynie zajmującym się badaniami wpływu transportu na środowisko, zaś od 2008 kierował centrum ochrony środowiska i odnawialnej energii w Pivce. Podjął pracę w rządowym biurze ds. zmian klimatu, zajmując się sprawami zielonej technologii i projektów europejskich, w 2012 przeszedł do ministerstwa rolnictwa i środowiska, gdzie odpowiadał za innowacje ekologiczne.
Od października do listopada 2014 był sekretarzem stanu w resorcie środowiska i zagospodarowania przestrzennego (zrezygnował po kontrowersjach dotyczących jego faktycznego wykształcenia). W 2016 został wiceministrem infrastruktury odpowiedzialnym za kolej. Związał się w międzyczasie z Partią Nowoczesnego Centrum. 13 września 2018 objął z jej rekomendacji stanowisko ministra środowiska i zagospodarowania przestrzennego w rządzie Marjana Šarca. W lutym 2019 podał się do dymisji z powodu kontrowersji wokół przetargu publicznego, którym zajmował się podczas pracy w resorcie infrastruktury. W tym samym roku został dyrektorem powstającego parku sportowego w Bežigradzie.
W maju 2021 stanął na czele nowego ugrupowania pod nazwą Stranka zelenih dejanj, w styczniu 2022 na czele partii (która zmieniła wówczas nazwę na Ruch Wolności) zastąpił go Robert Golob. W czerwcu 2024 powołany na sekretarza stanu w administracji rządowej Roberta Goloba.